# Телепнев-Оболенский, Дмитрий Иванович
Дми́трий Ива́нович Те́лепнев-Оболе́нский  по прозвищу Ёрш († 1565) — князь, боярин и воевода на службе Василия III Ивановича и царя Ивана Грозного.  
Сын князя Ивана Васильевича Немого Телепнева-Оболенского, мать звали Мария (возможно, дочь Ф.А. Плещеева). Рюрикович в XX поколении, один из многочисленных князей Оболенских, служивших московским князьям.

## Биография
Второй воевода левой руки (1532). Назначен вторым воеводой полка левой руки во Владимир для защиты от возможного нападения Казанского ханства (1541). Принял участие в походе на Казань под общим командованием князя Семёна Пункова-Микулинского (1545). Снова ходил на Казань под командованием Александра Горбатого (1547), в июле того же года командует полком левой руки в Кашире и Коломне. Второй воевода полка правой руки в Кашире (1549-1550). Участвует в царском походе на Казань под командованием Ивана Грозного (1550). После этого похода послан воеводой в Коломну. Пожалован чином боярина (1552). Воевода в Коломне, оттуда послан к Туле против крымцев, пытавшихся препятствовать походу Ивана Грозного на Казань. Отбив крымцев, успел прийти к осаде и взятии Казани, в которой принял активное участие (1552).
Воевода в Коломне (1553). Вовремя болезни Ивана Грозного он в Москве, где отказался присягнуть малолетнему Дмитрию Ивановичу и принял сторону Владимира Андреевича. Упомянут на свадьбе Симеона Касаевича с М.А. Клеопиной-Кутузовой (ноябрь 1553). Присутствовал на свадьбе Владимира Андреевича и княжны Е.Р. Одоевской, сидел за столом против боярынь (28 апреля 1555). 
Ходил к Туле и Коломне для отражения крымского хана Девлет-Гирея (1555). Был в Калуге и у Серпухова, охранял переправы через Оку (1556). Второй воевода в Тарусе (1558). Сопровождал царя в походе к Туле против крымцев (1559). Первый воевода в Свияжске (1561). У Серпухова против крымцев — первый воевода Полка левой руки (1562). Во время Ливонской войны участвовал в Литовском походе Ивана Грозного и взятии Полоцка (1563). Подписался на поручной записи по князю Александру Ивановичу Воротынскому (20 апреля 1563). Подвергся опале (1565), у него были конфискованы все поместья, а сам был пострижен в монахи в Иосифо-Волоколамском монастыре (1563). Сделал вклад в Иосифо-Волокаламский монастырь, по которой отдал село Локныш с деревнями в Рузском уезде с поминовением ближайших родственников (1563). 
Умер († 1565).

## Семья
Женат дважды:
1. Мария.
2. Елена Ивановна, дочь И.А. Замыцкого, сделала вклад в Троице-Сергиев монастырь, и велела похоронить себя там. Детей не имели.

Имел братьев Петра Одолбу, Фёдора и сестру, выданную за князя Глинского.